# 박세준 (정치인)
박세준(朴世埈, 1962년 3월 3일 ~ )은 대한민국의 정치인, 언론인이다. 대표적 경력으로는 민주당 대표 비서실장, 민주당 인천 남동갑 지역위원장이다. 본관은 밀양이며 인천광역시 서구 출신이다.